# 愛少女ポリアンナ物語
『愛少女ポリアンナ物語』（あいしょうじょポリアンナストーリー）は、1986年1月5日から12月28日まで、フジテレビ系列で毎週日曜19:30 - 20:00（JST）に全51話が放送された、日本アニメーション制作のテレビアニメ。『世界名作劇場（ハウス世界名作劇場）』の第12作目に当たる。タイトルの『物語』には『ストーリー』というルビがふってあることから、『愛少女ポリアンナストーリー』とも呼称される。

## 概要
原作はエレナ・ホグマン・ポーターの『少女パレアナ（少女ポリアンナ）』（Pollyanna）および『パレアナの青春（ポリアンナの青春）』（Pollyanna Grows Up）。父を亡くして孤児となったパレアナ（ポリアンナ）が、貧しさや不幸に負けずにがんばっていくという物語で、どれだけ苦しい状況でも、牧師である父親の遺言の「よかった探し」をするポリアンナが印象的で、前年の『小公女セーラ』に続くヒット作となった。
本作品では『少女パレアナ』を元にした第1部、『パレアナの青春』を元にした第2部からなる二部構成が採られている。ただし後述の通り、本作品でも原作からの改変・相違点が複数存在し、特に第2部は原作と年齢設定が異なるだけでなく、原作と比べて大幅に希望のあるストーリー展開となっている。本作品では上記の通り「よかった探し」という言葉が創作され、視聴者の間でも定着したが、原作が出版された際も、主人公の名前であるPollyannaは「極めて前向きな楽観主義者」の意味として使われ、その後心理学分野での用語「ポリアンナ効果」「ポリアンナ症候群」が生まれた。
放映年の1986年は、プロ野球中継や特別番組などによる休止がほとんどなかったこともあり、全51話と多い話数で終了した。最終回では本編終了後にポリアンナからの「よかった探しを忘れないで」という内容の番組終了の挨拶が挿入された。この映像は番組自体の後提供クレジットを兼ねており、ハウス食品のロゴや提供アナウンスも含まれるため、DVDや再放送ではその部分がカットされている。

## あらすじ
時代は1920年〜1921年のアメリカ。西部、架空の街ベルディングスビル、ボストンを舞台にした家族愛の物語が描かれる。

### 第1部
第1部では、父の突然の死により、ベルディングスビルに住む叔母のパレーに引き取られた主人公のポリアンナが、徐々に周囲の人間たちを感化していくエピソードから、自動車事故により足が動かなくなったポリアンナが、危険な手術に耐え、再び自分の足で立ち上がれるようになるまでの話を描いている。
西部編
主人公ポリアンナは、西部で牧師の父ジョンと二人で生活している。父ジョンは第2話ではやくも他界。孤児になったポリアンナは、叔母パレーに引き取られることとなった。
ベルディングスビル編
叔母のパレーに引き取られ、ベルディングスビルにやってきたポリアンナ。叔母のひどい仕打ちにもめげず、前向きに明るく「よかった探し」をする。ひたむきなポリアンナの姿に、周囲の人々は心引かれていく。
街一番の大富豪で変わり者のペンデルトン、子供ながら浮浪者のような生活をするジミー、病気で塞込んで愚痴ばかり言っているスノー夫人など、癖のある様々な人物が登場する。
街の人々の心を明るく変化させたポリアンナだったが、自動車事故が原因で神経を痛めて、二度と立ちあがることができない体になったと医師に宣告される。ポリアンナは、得意の「よかった探し」もできなくなってしまう。絶望的と思われたが、ボストンで手術を受ければ、再び立ちあがることができるようになるかもしれないとわかる。手術のために、叔母パレーとボストンへ旅立つ。
ボストン編
足の手術を受けるため、ボストンにやってきたポリアンナ。ポリアンナの足の手術は、当初の予測よりずっと成功率が低く、命の危険もあるという。戸惑うパレーだったが、ポリアンナの決心は固く、高いリスクの手術に挑戦することになった。ポリアンナは、長時間に及ぶ手術に耐え、手術はみごと成功する。
リハビリ中のポリアンナは、長年にわたり仲違いしていたパレーとチルトンが、今でも好きどうしであることを知る。ポリアンナは、ジミーの協力を借りて二人を仲直りさせようと試みる。

### 第2部
第2部では、手術後のリハビリのためボストンのカリウ家で暮らすことになったポリアンナが、カリウの甥で行方不明のジェミーを探し出そうと奮闘するストーリーが中心に展開する。ボストン編では、お隣のお嬢様サディや、スラムで暮らすミッキーといった個性的なキャラクターも登場する。怪我から回復したポリアンナがベルディングスビルに戻った直後に悲劇が起こり、ポリアンナ一番の親友であるジミーの過去と正体が明らかになる。
ボストン編
リハビリのため、ボストンの大富豪カリウ家で暮らすことになったポリアンナ。カリウは、身内につぎつぎに先立たれ、最愛の甥ジェミー・ケントが行方不明になり、ひとり不幸な毎日を送っていた。カリウは行方不明になった甥のジェミー・ケントを探し出そうとしていた。
ボストンについた翌日、ポリアンナは、リスのチップマックがいなくなっていることに気づいた。見知らぬ大都会ボストンで必死にチップマックを探すうちに、ポリアンナは迷子になってしまう。途方にくれるポリアンナの前に、ミッキーと名乗る新聞売りの少年が現れる。
チップマックを探し続けるポリアンナ。チップマックは、公園にいた車椅子の少年に保護されていた。しかし、車椅子の少年は、このリスはチップマックではなく、騎士ランスロットという名前で、自分のリスだと言う。
公園で出会った車椅子の少年、若君ジェームスことジェミーが、行方不明のジェミー・ケントなのではないかと思ったポリアンナは、このジェミーを引き取るようにカリウにすすめる。
ベルディングスビル編
リハビリを終え、ベルディングスビルに戻ったポリアンナ。ポリアンナの快気祝いの席を中座し、患者のもとに向かったチルトンは、帰り道で崖から転落し、帰らぬ人に。
悲しみに暮れるパレーを励まそうと努力するポリアンナだったが、なかなかうまくゆかない。パレーの気持ちを引き立てるため、ポリアンナは、パレーと仲のよいカリウ夫人と、ジェミーをベルディングスビルに招く。
ジミーは、カリウ夫人に挨拶するため、義父ペンデルトンと一緒にハリントン家を訪れる。ジミーの顔を見たカリウ夫人は、ジミーに見覚えがあると言い出す。

## 「よかった探し」について
ポリアンナによると「よかった探し」（原作では「being glad game」）は、どんなことが起きてもその中からよかったと思えることを探し出して明るく振る舞うためのゲームである。加えて見つけるのが難しければ難しいほど面白く、「よかった」を見つけた時の喜びも大きいとされる。ただし、ポリアンナは自動車事故によって歩けなくなったと知った直後、あまりにも辛い状況に「よかった」が見つけられないこともあった。
父ジョンから「よかった探し」のゲームを教わったポリアンナは、パレーに会うと真っ先にこのゲームを教えて一緒に楽しもうと考る。ゲームのことを話すにはジョンの話が必要不可欠だったが、パレーがジョンのことを嫌っていると知ったポリアンナは、仕方なく彼女にこのゲームを伝えることをあきらめてしまう。結局ポリアンナは、パレー以外の人に「よかった探し」を広めていき、パレーがこのゲームを知るのは物語の中盤になってからである。
ジェミーは、ポリアンナと会う前から亡くなった父親の本の詩を真似て、日常生活で少しでも嬉しかったり良かったと思える事があるとそれをノート（「喜びの本」）に書き出していた。このことをポリアンナに話した所、偶然この行為は「よかった探し」にそっくりだと分かり、彼女から「あなたはよかった探しの天才よ」と評された。

## 登場人物

### 主要人物
ポリアンナ・フィティア
声 - 堀江美都子
「よかった探し」が得意な天真爛漫な少女。8歳〜9歳。周りの人の心配事を本気で考えられるやさしい性格。子供っぽく思慮が浅いところがあるが割と頭の回転は早く、思いついたことはすぐ行動に移すタイプ。ただし、純粋すぎる言動のせいで「お世辞を言ってる」、「奇妙な子」などと周りから時々誤解されることがある。いくつか癖があり、嬉しいことがあるとドアを思いきり開け閉めしたり、目の前の相手に抱きつくなどしている。また、「私、〇〇って大好きなの」が口癖。
夕焼けや素敵な服など綺麗なものを見るのが好きで特にプリズムの光が大好き。そばかす（昔は不美人の証とされていた）を気にしている。よく走り回っており、跳躍はバツグンである。辛いときは、母の形見である手鏡にむかって話しかけることがある。幼くして両親と死別し、パレーに引き取られハリントン家の屋根裏部屋で住み始める。
本作品の放送終了後も、『愛の若草物語』のエイミーと共に角川版世界名作アニメ全集のCMに登場したことがある。
主演を務めた堀江美都子は、それまで声優として参加する作品では多くの場合主題歌の歌唱も併せて手がけていたが、本作品では声優としてのみの参加となった。これに関して堀江は「声優として認めていただけたのかな」と発言している。
パレー・ハリントン / パレー・チルトン
声 - 野沢雅子（青春期 - 室井深雪→岡本麻弥）
ジェニーの妹であり、ポリアンナの叔母。34歳。度重なる不幸の為、心を深く閉ざしているが、本来は優しく穏やかな性格。両親なきあと、一人でハリントン家を守ってきた気丈な女性。自身の首元に右手を当てる仕草が癖。好きな花はバラ。動物はあまり好きではない。
姉ジェニーのことが好きだったが、ジョン牧師が姉と結婚して以来、ハリントン家に不幸が訪れるようになり、彼のことをたいそう憎んでいた。また、かつての恋人チルトンとは、彼がジョン牧師を擁護したため、決別してしまった。ペンデルトンとは、彼がジェニーの駆落ちで気落ちしていた頃“パレーが言い寄っている”と街の人間たちに疑われた為、それ以後会っていない。
ホワイトから、ジョン牧師の死亡の知らせを受け、ジェニーの子ポリアンナを引き取り、彼女にハリントン家の名に恥じないよう礼儀や教養などを教え始める。ジョン牧師の娘であるポリアンナを嫌っていたが、彼女の明るさに次第に心引かれていく。ポリアンナの事故をきっかけにペンデルトンと和解し、チルトンとも和解し結婚する。
ジミー・ビーン / ジミー・ペンデルトン
声 - 山田栄子
父親に先立たれた元気で心優しい少年。9歳。ポリアンナの一番の親友。孤児院で生活しているが、仕事と住む場所を求めていた。ペンデルトンの森に自分の城（小屋）を勝手に建てたため、事後承諾を得ようとしたことからペンデルトンと知り合いになり、数ヶ月後彼の養子になる（以後は、ジミー・ペンデルトンと名乗る）。
孤児である上に気が短く町の人から敬遠されているが、実は勉強家。一方でリハビリ中のポリアンナからの手紙に若君ジェームスのことばかり書いてあったために手紙の返事をよこさないという嫉妬深い一面も見せた（彼女が帰ってきた時には歓迎会を催した）。ジミーもポリアンナもまっすぐな性格であるため衝突することも多いが、それは互いを大切に思う気持ちからである。物語終盤で素性が明らかになる。
原作では成長後、ポリアンナと結婚する。
ジョン・ペンデルトン
声 - 銀河万丈
ベルディングスビル一番の大金持ち。自身が所有する森の中の屋敷でひっそりと暮らし、約10年間友人のチルトン以外誰とも口をきかないため周りから風変わりな人と思われている。若い頃に世界各地を旅行しており、その時入手した美術品が屋敷にたくさんある。かつてポリアンナの母ジェニーを愛していた。飼い犬の散歩を兼ねて毎日、三度の食事を街のホテルまで買いに行っている。また、歌は苦手なようである。ちなみに寝る時はナイトキャップを着用。
他人と関わろうとしないことを気にしたポリアンナにつきまとわれているうちに、しだいに心を開いていく。ポリアンナの事故をきっかけにパレーと和解し、その後町の人々とも和解した模様。また、孤児のジミーを自分の養子として引き取り、その後の二人の親子関係はたいへん良好な模様。最終話では、周囲の意表をついた大胆な行動に出る。
トーマス・チルトン
声 - 田中秀幸
ベルディングスビスに住む医者で、ペンデルトンの古い友人。専門は外科。ジョン牧師と容姿や声が似ているため、ポリアンナは父の面影を感じ、慕っている。ポリアンナについて「特効薬のような存在」と評している。とても温厚な人柄で、貧しい患者には後払いでも診察するなど、町の人から尊敬されている。
昔パレーと恋人同士だったが、些細なことでケンカ別れしている。以来14年間、2人は独身を続けるが、ポリアンナの足の診察をしたことがきっかけで和解し、結婚する。以後はハリントン家の屋敷に身を寄せ、夫婦で診療所を営む。

### ベルディングスビル

#### ハリントン家の使用人
ナンシー・ハートレー
声 - 潘恵子
ハリントン家で雇われているメイド。1年前に父親が亡くなり病気の母と弟と妹の生活費を稼ぐ為に、住み込みのメイドとして働いている。田舎育ちで、言葉が訛っている。とても心の暖かい人だが、少々愚痴っぽい性格でキッチンではよく不満を口にしている。足で蹴ってドアを閉めたりとメイドとしては失格。ポリアンナがパレーにいじめられるのが可哀想でたまらず、いつも味方をしてくれる。ポリアンナについて「天から降りてきた天使のよう」と評している。
ティモシー・ペイソン
声 - 堀秀行
ハリントン家で御者として雇われている青年。御者以外は、トムと共に農園で仕事をしている。明るくて話が面白いポリアンナをすぐに気に入いり、色々と楽しい騒動を起こす彼女の言動を見守る。トランペットが得意。ポリアンナが歩けなくなった時は、激しくショックを受けるジミーを励ました。
原作ではティモシー・ダルギンというフルネームである。
トム・ペイソン
声 - 緒方賢一
ティモシーの父。息子と同じくハリントン家で庭師として働いており、庭には自身が世話をするバラ園がある。多少頑固なところはあるがとても心の優しいおじいさんで、自然とハリントン家の使用人たちの言動をたしなめる役を担うことが多い。ハリントン家に長年仕えているため、ハリントン家に起きた悲劇を知る数少ない1人でパレーの姉ジェニーのことも幼い頃から知っている。歌は苦手。
原作ではトム・ダルギンというフルネームである。
ダルギン・ペイソン
声 - 近藤多佳子
ティモシーの母で、トムの妻。ハリントン家で洗濯やナンシーと共に食事の準備などをする。いつも台所（兼使用人の食事部屋）でナンシーやポリアンナと会話を楽しんでいる。お喋り好きだが調子に乗ってつい余計なことを言ってしまうことがある。ハリントン家の近所の家で家族3人で暮らしている。
原作ではメアリ・ダルギンというフルネームである。

#### ポリアンナの両親とパレーの両親
ジョン・フィティア
声 - 田中秀幸（青春期 - 関俊彦）
ポリアンナの父で牧師。大勢の反対を押し切ってジェニーと西部へ駆け落ちする。以後、ハリントン家では次々と不幸が訪れてしまったため、妹のパレーから恨まれることとなる。聖書の中にうれしいことを示す文字が800回も出てくることから、「よかった探し」をポリアンナに教える。好物はイチゴ。ポリアンナが8歳の時に病気で亡くなる。38歳没。
西部へ移って以降ハリントン家とは疎遠状態であったが、自身の亡き後はパレーがポリアンナを養育することを希望していた。
ジェニー・フィティア
声 - 渡辺菜生子（青春期 - 佐々木るん→土井美加）
ポリアンナの母。ポリアンナが4歳の頃に亡くなる。2人姉妹のハリントン家の長女として莫大な財産を継ぐことが約束されていたが、貧乏なジョン牧師と駆け落ちする。大変な美人で、そのためペンデルトンに片思いされていた。妹のパレー（本来はポリー）とはとても仲がよく、そのためポリアンナと名付けたのだが、「パレー」の表記からは分かりにくいため設定としては用いられなかった。
ジェレマイア・O・ハリントン
ジェニーとパレーの父。ポリアンナが持っている手鏡は、元々自身がどこかのお土産としてジェニーに買ったもの。妻に先立たれた翌年に亡くなる。
エリサベス・H・ハリントン
声 - 花形恵子
ジェニーとパレーの母。裕福な生活をしており2人の娘ジェニーとパレーには、地元で暮らして欲しいと願っていた。しかし、その後ジェニーがジョンと西部の町に行ってしまったことに気落ちし、間もなく亡くなる。

#### その他町の住人
エズラ
声 - 京田尚子
ペンデルトン屋敷で働く家政婦。とても耳が遠いが、自分の悪口を言われた時だけは聞こえる。ペンデルトンに仕えて10年になるが、彼が笑った所を一度も見たことがない。
ハロルド
声 - 野島昭生
チルトンの助手で看護人をしている。ペンデルトンが骨折した頃に看護や松葉杖を使った練習などに付き添う。無愛想なペンデルトンが、見舞いに来たポリアンナと会話して大笑いするのを初めて見て、彼女の不思議な魅力を目の当たりにする。
スノー夫人
声 - 中西妙子
病気で寝たきりの貧しい中年女性。見舞いに来てくれた人にいつも愚痴ばかり言っているのでみんなから嫌われている。しかし、ポリアンナが教えた「よかった探し」をするうちに、馬車で外出できるまでに回復。愚痴っぽい性格もなくなり、町の人々と明るく接するようになる。また、ニューヨークの名医が匙を投げたポリアンナの足を治したとして、チルトンを絶賛している。
ミリー・スノー
声 - 荘真由美
スノー夫人の娘。内職をしながらスノー夫人の世話をしている。長年の寝たきり生活のせいで偏屈になった母を心配しているが、助言しても聞き入れてもらえないため悩んでいる。
フランク
声 - 矢田稔
ポリアンナのピアノの先生。パレーに助言をしたことがきっかけでポリアンナに午後の2時～6時まで自由時間が設けられるようになった。
ペントン夫人
声 - 佳川紘子
チルトン病院に通院しているおばさん。儲けよりも患者を大事に想うチルトンを尊敬している。
フォード夫人
声 - 中西妙子→好村俊子
ポール・フォード牧師の奥さん。教会の婦人会の会合をまとめ、皆で慈善活動などをしている。ある時婦人会の会合にポリアンナが現れ、孤児院を追い出されそうなジミーをもらってくれるようお願いする。どの家庭も引き取りを拒んだため、インドへの寄付金を少し減らし、ジミーに回すことを提案したが、婦人会の会員に猛反対される。
婦人会の会員
声 - 竹口安芸子
ベルディングスビルの婦人会の会員の1人。インドへの寄付金を減らしてジミーに回すことに大反対した。
F・H・トランブル
声 - 塚田正昭
ベルディングスビルのF・H・トランブルの洋服店主人。ベルディングスビルで暮らすことになったポリアンナがパレーに連れられて新しい服を買いに来る。赤い服を気に入り体で喜びを表現するポリアンナを見て「明るくて元気で面白いお嬢さん」と評する。
ウォーレン
声 - 辻村真人
ベルディングスビルの町医者で、ハリントン家のかかりつけ医。事故に遭ったポリアンナを診察し、ミード先生を紹介する。
孤児院の院長先生
声 - 石森達幸
ジミーがいる孤児院の院長。ジミーの身元を証明する書類袋を預かっている。
孤児院の職員
声 - 不明
ジミーがいる孤児院の女性の職員。ジミーの書類袋を開けることを提案するが、ジミーが30歳になるまで開封しないようにと書かれていたため、院長先生に止められる。
車に乗っていた男
声 - 堀内賢雄　
自動車に乗っている際に、道路を渡ろうとしていたポリアンナを轢く事故を起こす。一応は心配してケガをしたポリアンナに駆け寄りハンカチを渡すが、「道路を渡るときは気をつけなきゃダメだ」と逆ギレして、すぐに車で走り去ってしまう。
この事故で、ポリアンナは内出血を起こして足を動かせなくなってしまう。
ウィリス
声 - 西村知道
ベルディングスビルに住んでいる、チルトンが診察していた患者。ポリアンナがリハビリを終えてハリントン家に帰宅した頃に登場。自身が病気をしたこともあり妻と貧しい暮らしをしている。自宅は山道を越えた所にあり、このウィリスの家に往診に行った帰りに事故に遭い、チルトンは命を落とすことになる。このことに強い罪悪感を感じ、チルトンの葬式では膝から崩れ落ちてパレーに謝罪している。
ジミーの父
声 - 佐藤正治
ジミーの回想シーンのみに登場。2年前に亡くなる。ジミーと2人きりの貧しい暮らしていたが、ジミーの素性を記した書類袋を残していた。
亡くなる直前、言葉を話せなくなりながらも、ジミーにその書類袋を開けて親族の下に身を寄せるように促していたと思われるが、その思いは虚しくも伝わらないまま亡くなってしまう。

### ボストン

#### ボストン病院
チャーリー・エームス
声 - 村松康雄
ボストンの病院でポリアンナの手術を担当した医者。チルトンの大学の先輩。チルトンによるとポリアンナに似た症状の患者を治したことがあるとのこと。デラとルース・カリウ姉妹が幼い頃から、家族ぐるみで親しく過ごしてきたため2人のことをよく知っている。
デラ・ウェザビー
声 - 吉田理保子
エームスと共にポリアンナを担当した看護婦。名門ウェザビー家の三女。少しおせっかいで気が強い。カリウ夫人に意見できる数少ない人物。危険な手術にも前向きに受けようとするポリアンナに感動する。手術後、ハリントン家に訪れてパレーに「力を貸して欲しい」と頼み、ポリアンナを姉ルース・カリウの特効薬としてボストンに送り込む。
メリー
声 - 不明
ボストンの病院でポリアンナとほぼ同じ時期に手術を受けた女の子。手術をとても恐がっていたが、ポリアンナから「治療が怖い時は、治った時のことを考えれば我慢できる」と励まされる。

#### カリウとその親戚
カリウ夫人を除き過去の回想シーンのみで登場。
ルース・カリウ
声 - 池田昌子
デラの姉。ポリアンナと知り合った時の年齢は29歳。大都会ボストンに1人で住んでいる大金持ち。名門ウェザビー家の次女にして大富豪カリウ家の女主人。女優のように美しい容姿で、ポリアンナから「プリズムの国の女王様」と呼ばれる。しかし両親や主人、子供に先立たれ、最愛の甥ジェミーも6年前に行方不明になり、生きる望みを失って不幸な毎日を過ごしている。甥のジェミー・ケントをあらゆる手を尽くして探しだそうとしている。頭痛もち。
彼女もパレーと同様に、特効薬として送り込まれたポリアンナをはじめのうちは疎ましく思うが、次第に心引かれ少しずつ心を開いていく。ポリアンナの働きかけで、モルフェイ横丁のジェミーを引き取ることになる。ジェミーを引き取ってからは、彼女の生活にも張りがでたようである。しかし、本当のジェミー・ケントのことは諦めておらず、弁護士ハリーにも、これまでどおり調査を続行するよう命じていた。「あたくしのジェミー」が口癖。
フランク・ウェザビー
デラやカリウの父。ジェミーが失踪したショックで1915年に他界する。享年53歳。
原作ではウィリアムという名前である。
グロリア・ウェザビー
デラやカリウの母。ジェミーが失踪したショックで1915年に他界する。享年50歳。
ドリス・ケント
声 - 有馬瑞香
名門ウェザビー家の長女。エドワードの妻、カリウ、デラの姉で、ジェミーの母。ジェミーがまだ幼いときに他界する。
エドワード・ケント
声 - 佐藤正治
ジェミーの父。ドリスの夫。ケント家は、かつてカリウ家と肩を並べる名門だったが、彼の代で没落した。その自身の経験から、ウェザビー家の人々に甘やかされて育つジェミーの将来を心配し、6年前にウェザビー家との縁を切るため息子のジェミーとともにボストンから姿を消し、行方不明になる。
原作ではジョンという名前である。
ジェミー・ケント
声 - 山田栄子
エドワードとドリスの息子。カリウ、デラの甥っ子。とても元気で活発な男の子。後継ぎのいないウェザビー家とカリウ家の事業と莫大な財産を相続する予定だった。そのため、祖父母のウェザビー夫妻や叔母のカリウに、とても甘やかされて育った。しかし、6年前に父エドワードとともに行方不明になる。カリウは何とか彼の消息をつかもうとするも、どこで何をやっているのか、生死さえも不明であったが、物語終盤にて意外な形の登場を果たす。

#### カリウ家の使用人たち
メアリ
声 - 安達忍
カリウ家に雇われているポリアンナ専属のメイド。とても親切でポリアンナにも暖かく接する。カリウ家に来て早々ポリアンナのチップマックが失踪したり、その行方を探す彼女まで迷子になったりとハラハラさせられる。
パーキンス
声 - キートン山田
カリウ家で雇われている運転手。カリウの邸宅からエームスの病院へリハビリをしに行くポリアンナを車で送迎し、運転しながら彼女と会話を楽しむ。
ブリジット
声 - 佐久間なつみ
カリウ家でメイドとして雇われているおばさん。使用人の中でも特にカリウから信頼を受けている。料理や給仕、洗濯をしている。
ジェミーとその父エドワードが失踪する直前にエドワードの下を訪れるが、エドワードの固い決意に押され、引き留めることができなかった。後にそのことはデラに打ち明けている。
スーシー
声 - 高田由美
カリウ家でメイドとして雇われているお姉さん。料理や給仕、洗濯をしている。屋敷に閉じこもる生活を続けるカリウが、ポリアンナのおかげで数年ぶりに教会に行ったことを喜ぶ。

#### その他ボストンの住人
ジェミー
声 - 渡辺菜生子
モルフェイ横丁に住む少年。ミッキーには若君ジェームスと呼ばれている。礼儀正しく、品位ある少年。足が悪くていつも車椅子で生活しており、ときどき、足がたいそう痛むときがある。5年前に父を亡くし、その後はミッキーの母に引き取られてわが子同然に育てられた。名字は覚えていない。逃げてしまったチップマックを彼が保護した縁で、ポリアンナと知り合う。チップマックに「騎士ランスロット」という名前をつけていた。
その日の食事にも困るような貧しい生活を送っているが、嬉しいことがあった時は、「喜びの本」というノートに記録している。カリウは、このジェミーを甥のジェミー・ケントの身代わりとして引き取るが…。
ミッキー・モルフェイ
声 - 頓宮恭子
ボストンの新聞売りの少年。モルフェイ横丁のアパートに、母親とジェミーの3人で暮らしている。毎日自宅から公園にジェミーを送り迎えをしている。ポリアンナがボストンの町で迷子になった時に助けて以来、ポリアンナと友達になる。彼らが暮らすモルフェイ横丁のボロアパートは、カリウ家が所有する物件である。
原作ではジェリーという名前である。
ベティ・モルフェイ
声 - 片岡富枝
ミッキーの母親。リウマチに苦しみながらも一生懸命働いている。父親に先立たれて1人になってしまったジェミーの面倒も見ている。ミッキーやジェミーは「かあや」と呼んでいる。ジェミーが少々体調を崩した時のお見舞いに自宅まで来たポリアンナとカリウに応対する。貧しい生活をしているが施しされるのを嫌う。
サディ・ディーン
声 - 佐久間レイ
カリウ家の隣に住んでいる、ちょっとわがままなお嬢様。その後開かれたカリウ家のパーティに参加しジェミーの礼儀正しさを気に入って友達となる。翌日から数日間かけてポリアンナたちと一緒にボストン見物を楽しみ、その後夏の間デラと同行してハリントン家に滞在する。虫が苦手。
ベス
声 - 高木早苗
ディーン家のメイド。サディに付き添い外出しようとするが、彼女が忘れ物をして家を出るのが遅れたのにサディに叱られてしまう。
ハリー
声 - 二又一成
カリウ家の顧問弁護士。ジェミー・ケントの消息を調べている。
牧師
声 - 石森達幸
ボストンの教会の牧師。

### 西部の町
ジョン牧師とジェニーが結婚後に住んだ町で、パレーに引き取られるまでポリアンナが育った町。第1話～第3話のみ登場。
カレン
声 - 工藤夕貴
ポリアンナが西部にいた頃の友人。ポリアンナの影響で「よかった探し」を実践している。ジョン牧師が体調を崩して食欲がないと聞いて、ポリアンナに「好物なら食べられるかも」と助言する。
ジェレマイア・O・ホワイト
声 - 阪脩
ポリアンナの隣に住んでいる優しいおじさん。ジョン牧師亡き後、ポリアンナを引き取ろうとするが…。
ヘプジバ・ホワイト
声 - 寺島信子
ホワイトの奥さん。ポリアンナにはいつも厳しくお行儀や裁縫などを学ばせようとする。しかしそれはポリアンナのことを思ってのことで、本当は優しい人。
ハリマン夫人
声 - 藤夏子
教会の婦人会のおばさん。
グレー夫人
声 - 前田敏子
教会の婦人会のおばさん。教会の慰問箱ビロードの黒い服をポリアンナに試着させようとした所、ホワイト夫人と少々揉めてしまう。
パレーに引き取られることになったポリアンナをボストンまで送ってくれる。
ルイス夫人
声 - 高橋ひろ子
教会の婦人会のおばさん。ジョン牧師が倒れた時にポリアンナの世話をしてくれる。
カー牧師
声 - 村松康雄
ジョン牧師亡き後に教会の牧師としてやってきた牧師。ポリアンナが、ホワイト夫人の家で暮らすかベルディングスビルの叔母に引き取られるかで悩んだ時に背中を押す。

### その他
ミード
声 - 戸谷公次
ニューヨークの高名な専門医（神経系外科医らしい）。ウォーレンの紹介でポリアンナの足を診察するが、怪我を治すことはできず、パレーに「ポリアンナが一生立てないかもしれない」との診断結果を伝える。
ナレーター
声 - 中西妙子

### 動物
チップマック
ポリアンナが飼っているシマリスで、西部から連れてきた。ハリントン家では、家のそばの木の下のすき間をねぐらにして住み始めるが数日後に風邪にかかっている。また、カリウ家では邸宅に着いた直後に一時失踪してしまいポリアンナを心配させている。一応冬には冬眠するらしい。
タリム
ペンデルトンの飼っている犬。種類はラブラドール・レトリバー。飼い主に似てちょっと恐い顔をしているが、普段は優しく穏やかな性格。自宅ではよく寝そべっていることが多いが、身近な人の危険を察知した時には吠えてペンデルトンを守ろうとする。ジミーによくなついているが、ジミーの機嫌が悪い時に当たられることがある。常に放し飼いで、ペンデルトンが毎日タリムと散歩で街に行く時もリードは付けていない。
コニー
チルトンの飼っている馬。チルトンが往診に行く時などに乗る馬車を引っ張る。自動車のクラクションや雷などの大きな音が苦手で、それらに出くわした時はびっくりして声を上げている。
ロエナ姫
ボストンの公園で、ジェミーが餌をあげている野生のリスの1匹。他のリスから餌を奪おうとする。
マック
ジミーの乗っている馬。乗馬は紳士の嗜みとのこと。しばらくの間ボストンで暮らすことになったポリアンナを見送りにマックに乗ったジミーが列車を追いかける。また、その後森の中でポリアンナがピンチになった時はマックに乗ったジミーが駆けつけている。

## スタッフ
- 製作 - 本橋浩一
- 製作管理 - 高桑充
- 企画 - 佐藤昭司（日本アニメーション）、久保田栄一（フジテレビ）
- プロデューサー - 中島順三（日本アニメーション）、石川泰平（フジテレビ）
- 監督・演出 - 楠葉宏三
- キャラクターデザイン・作画監督 - 佐藤好春
- 美術監督 - 川井憲
- 撮影監督 - 森田俊昭
- 撮影 - トランス・アーツ
- 音楽 - 小六禮次郎
- 整音 - 田中英行
- 効果 - 松田昭彦
- 録音監督 - 山田悦司
- 特殊効果 - 義山正夫
- 録音システム - 音響映像システム
- 現像 - IMAGICA
- 録音スタジオ - 太平スタジオ、アバコスタジオ
- 企画制作 - 日本アニメーション、フジテレビ[30]

## 主題歌
コロムビアから発売されたコロちゃんパックのカセットやCDには、堀江美都子によるカバー版が収録されている。

### オープニングテーマ
「し・あ・わ・せカーニバル」（第1話 - 第27話）
作詞 - 岩里祐穂 / 作曲 - 芹澤廣明 / 編曲 - 和泉一弥 / 歌 - 工藤夕貴
第1部オープニングテーマ。
「微笑むあなたに会いたい」（第28話 - 第51話）
作詞 - 浅見純 / 作曲 - 鈴木キサブロー /編曲 - 矢野立美 /  歌 - 工藤夕貴
第2部オープニングテーマ。DVD、再放送では編集ミスにより、第27話からこの歌に変更されている。
シングルレコードのタイアップ表示には『愛少女ポリアンナ物語Ⅱ』とするタイトルロゴが記載されているが、実際の番組名は変更されることなく放映継続された。

### エンディングテーマ
「愛になりたい」（第1話 - 第27話）
作詞 - 岩里祐穂 / 作曲 - 芹澤廣明 / 編曲 - 和泉一弥 / 歌 - 工藤夕貴
第1部エンディングテーマ。
「幸福」（第28話 - 第51話）
作詞 - 三浦徳子 / 作曲 - 小杉保夫 / 編曲 - 矢野立美 /歌 - 工藤夕貴
第2部エンディングテーマ。

### 挿入歌
「星屑のシャンデリア」（第27話）
作詞・作曲・編曲 - 小坂明子 / 歌 - 堀江美都子
「夢色天使」（第51話）
作詞・作曲・編曲 - 小坂明子 / 歌 - 堀江美都子

## 各話リスト
| 話数 | 放送日        | サブタイトル                 | 脚本                | 絵コンテ   |
| ---- | ------------- | ---------------------------- | ------------------- | ---------- |
| 1    | 1986年 1月5日 | 教会の小さな娘               | 久貴千彩子          | -          |
| 2    | 1月12日       | 死なないで父さん             | 久貴千彩子          | -          |
| 3    | 1月19日       | 丘の上の讃美歌               | 久貴千彩子          | -          |
| 4    | 1月26日       | 見知らぬ町へ                 | 久貴千彩子          | 矢沢則夫   |
| 5    | 2月2日        | ナンシーの約束               | 久貴千彩子          | 腰繁男     |
| 6    | 2月9日        | 新しい服騒動                 | 久貴千彩子          | 杉村博美   |
| 7    | 2月16日       | うれしいおしおき             | 久貴千彩子          | 矢沢則夫   |
| 8    | 2月23日       | 不思議な紳士                 | 久貴千彩子 国弘珠緒 | 黒川文男   |
| 9    | 3月2日        | 放っておけないわ             | 久貴千彩子          | -          |
| 10   | 3月9日        | 何とかしなくちゃ！           | 久貴千彩子          | 矢沢則夫   |
| 11   | 3月16日       | ペンデルトンの森で           | 久貴千彩子          | -          |
| 12   | 3月23日       | スノー夫人の驚き             | 久貴千彩子          | -          |
| 13   | 3月30日       | おば様はお気の毒             | 久貴千彩子          | 杉村博美   |
| 14   | 4月6日        | 手鏡の思い出                 | 久貴千彩子          | 矢沢則夫   |
| 15   | 4月13日       | 不思議な特効薬？             | 久貴千彩子          | 吉田健二郎 |
| 16   | 4月20日       | 怒らないで！おば様           | 久貴千彩子          | 矢沢則夫   |
| 17   | 4月27日       | チルトン先生大好き！         | 久貴千彩子          | 杉村博美   |
| 18   | 5月4日        | ペンデルトンの謎             | 久貴千彩子          | 吉田健二郎 |
| 19   | 5月11日       | 驚くべき秘密                 | 久貴千彩子          | 矢沢則夫   |
| 20   | 5月18日       | 危ない！ポリアンナ           | 久貴千彩子          | 杉村博美   |
| 21   | 5月25日       | 恐ろしい宣告                 | 久貴千彩子          | 矢沢則夫   |
| 22   | 6月1日        | 足が動かない!!               | 久貴千彩子          | 杉村博美   |
| 23   | 6月8日        | よかったが探せない！         | 久貴千彩子          | 矢沢則夫   |
| 24   | 6月15日       | もう一度歩きたい！           | 久貴千彩子          | 杉村博美   |
| 25   | 6月22日       | 危険な手術                   | 久貴千彩子          | 矢沢則夫   |
| 26   | 6月29日       | 死なないでポリアンナ         | 久貴千彩子          | -          |
| 27   | 7月6日        | 第1部 完 愛になりたい        | 久貴千彩子          | -          |
| 28   | 7月13日       | 忍びよる影                   | 久貴千彩子          | 矢沢則夫   |
| 29   | 7月20日       | さよなら！ベルディングスビル | 久貴千彩子          | 片渕須直   |
| 30   | 7月27日       | 大都会ボストンの生活         | 久貴千彩子          | -          |
| 31   | 8月3日        | チップマックがいない！       | 久貴千彩子          | 矢沢則夫   |
| 32   | 8月17日       | 迷子のポリアンナ             | 久貴千彩子          | 杉村博美   |
| 33   | 8月24日       | チップマックはどこ？         | 久貴千彩子          | 片渕須直   |
| 34   | 8月31日       | カリウ夫人の悲しい秘密       | 久貴千彩子          | 矢沢則夫   |
| 35   | 9月7日        | 若君ジェームス               | 久貴千彩子          | 杉村博美   |
| 36   | 9月14日       | 路地裏の天使                 | 久貴千彩子          | 矢沢則夫   |
| 37   | 9月21日       | 本当のジェミーが欲しい!!     | 久貴千彩子          | -          |
| 38   | 9月28日       | どうして幸福になれないの？   | 久貴千彩子          | 杉村博美   |
| 39   | 10月5日       | さよならパーティ事件         | 久貴千彩子          | 矢沢則夫   |
| 40   | 10月12日      | たのしいボストン見物         | 久貴千彩子          | 杉村博美   |
| 41   | 10月19日      | 嵐のはじまり                 | 久貴千彩子          | 矢沢則夫   |
| 42   | 10月26日      | 失われた帰り道               | 久貴千彩子          | 杉村博美   |
| 43   | 11月2日       | 死なないでチルトン先生！     | 久貴千彩子          | 杉村博美   |
| 44   | 11月9日       | 悲しみをのりこえて           | 久貴千彩子          | 矢沢則夫   |
| 45   | 11月16日      | 荒れた花園                   | 久貴千彩子          | 杉村博美   |
| 46   | 11月23日      | ジェミー・ケントの謎         | 久貴千彩子          | 矢沢則夫   |
| 47   | 11月30日      | 危険な遊び                   | 久貴千彩子          | -          |
| 48   | 12月7日       | 助けて！ジェミー             | 久貴千彩子          | 矢沢則夫   |
| 49   | 12月14日      | 解きあかされた過去           | 久貴千彩子          | 矢沢則夫   |
| 50   | 12月21日      | ボクがジェミーだ！           | 久貴千彩子          | -          |
| 51   | 12月28日      | 幸福はすぐそばに             | 久貴千彩子          | -          |

## ネット局
※放送日時・系列は本番組終了時（1986年12月）のもの。
| 放送地域       | 放送局         | 放送日時           | 放送系列                                     | 備考 |
| -------------- | -------------- | ------------------ | -------------------------------------------- | --- |
| 関東広域圏     | フジテレビ     | 日曜 19:30 - 20:00 | フジテレビ系列                               | 制作局 |
| 北海道         | 北海道文化放送 | 日曜 19:30 - 20:00 | フジテレビ系列                               | |
| 秋田県         | 秋田テレビ     | 日曜 19:30 - 20:00 | フジテレビ系列 テレビ朝日系列                | |
| 宮城県         | 仙台放送       | 日曜 19:30 - 20:00 | フジテレビ系列                               | |
| 福島県         | 福島テレビ     | 日曜 19:30 - 20:00 | フジテレビ系列                               | |
| 新潟県         | 新潟総合テレビ | 日曜 19:30 - 20:00 | フジテレビ系列                               | 現・NST新潟総合テレビ                                                                                       |
| 富山県         | 富山テレビ     | 日曜 19:30 - 20:00 | フジテレビ系列                               | |
| 石川県         | 石川テレビ     | 日曜 19:30 - 20:00 | フジテレビ系列                               | |
| 福井県         | 福井テレビ     | 日曜 19:30 - 20:00 | フジテレビ系列                               | |
| 長野県         | 長野放送       | 日曜 19:30 - 20:00 | フジテレビ系列                               | |
| 静岡県         | テレビ静岡     | 日曜 19:30 - 20:00 | フジテレビ系列                               | |
| 中京広域圏     | 東海テレビ     | 日曜 19:30 - 20:00 | フジテレビ系列                               | |
| 近畿広域圏     | 関西テレビ     | 日曜 19:30 - 20:00 | フジテレビ系列                               | |
| 鳥取県・島根県 | 山陰中央テレビ | 日曜 19:30 - 20:00 | フジテレビ系列                               | |
| 岡山県・香川県 | 岡山放送       | 日曜 19:30 - 20:00 | フジテレビ系列                               | |
| 広島県         | テレビ新広島   | 日曜 19:30 - 20:00 | フジテレビ系列                               | |
| 愛媛県         | 愛媛放送       | 日曜 19:30 - 20:00 | フジテレビ系列                               | 現・テレビ愛媛                                                                                              |
| 福岡県         | テレビ西日本   | 日曜 19:30 - 20:00 | フジテレビ系列                               | |
| 佐賀県         | サガテレビ     | 日曜 19:30 - 20:00 | フジテレビ系列                               | |
| 熊本県         | テレビ熊本     | 日曜 19:30 - 20:00 | フジテレビ系列 テレビ朝日系列                | |
| 沖縄県         | 沖縄テレビ     | 日曜 19:30 - 20:00 | フジテレビ系列                               | |
| 青森県         | 青森放送       | 土曜 18:00 - 18:30 | 日本テレビ系列                               | |
| 岩手県         | 岩手放送       | 木曜 17:30 - 18:00 | TBS系列                                      | 現・IBC岩手放送                                                                                             |
| 山形県         | 山形テレビ     | 木曜 19:00 - 19:30 | フジテレビ系列                               | フジ系単独ネット局でありながら、本来の放送時間帯に日本テレビ系同時ネット 枠が組まれていたため、時差ネット   |
| 山梨県         | 山梨放送       | 月曜 19:00 - 19:30 | 日本テレビ系列                               | |
| 徳島県         | 四国放送       | 月曜 19:00 - 19:30 | 日本テレビ系列                               | |
| 高知県         | 高知放送       | 金曜 18:00 - 18:30 | 日本テレビ系列                               | |
| 長崎県         | テレビ長崎     | 日曜 18:00 - 18:30 | フジテレビ系列 日本テレビ系列                | 本来の時間帯に当時クロスネットの日本テレビ系番組『すばらしい世界旅行』を 同時ネットしていたため、時差ネット |
| 大分県         | テレビ大分     | 土曜 18:00 - 18:30 | 日本テレビ系列 フジテレビ系列 テレビ朝日系列 | 本来の時間帯に当時クロスネットの日本テレビ系番組『すばらしい世界旅行』を 同時ネットしていたため、時差ネット |
| 宮崎県         | テレビ宮崎     | 土曜 18:30 - 19:00 | 日本テレビ系列 フジテレビ系列 テレビ朝日系列 | 本来の時間帯に当時クロスネットの日本テレビ系番組『すばらしい世界旅行』を 同時ネットしていたため、時差ネット |
| 鹿児島県       | 鹿児島テレビ   | 日曜 18:30 - 19:00 | 日本テレビ系列 フジテレビ系列                | 本来の時間帯に当時クロスネットの日本テレビ系番組『すばらしい世界旅行』を 同時ネットしていたため、時差ネット |

## メディア展開

### 映像ソフト
- VHS（世界名作アニメ全集版）：1987年（昭和62年）に全11巻が発売。
- VHS（バンダイビジュアル版）：1997年（平成9年）5月25日から9月25日にかけて全11巻が発売。
- DVD（バンダイビジュアル）：2000年（平成12年）8月25日から11月25日にかけて全12巻が発売。前作までと同様、各月ごとに3巻ずつ同時発売する形式が採られた。